# Eric Lundqvist
Se även Erik Lundkvist (olika betydelser).
Eric Lundqvist, född 9 februari 1902 i Västra Ny socken utanför Motala, död 21 mars 1978 i Norra Vi socken, var en svensk jägmästare och författare.

## Biografi
Efter skogspraktik på olika håll i Sverige studerade han bland annat vid skogshögskolan i Stockholm. Lockad av äventyret reste han 1930 till Nederländska Ostindien (idag Indonesien) och tjänstgjorde som jägmästare åt den holländska kolonialregeringen. Arbetsuppgifterna var att inventera och exploatera skogstillgångarna i den väldiga övärlden. Lundqvist arbetade bland annat som skogstaxerare på Borneo och Nya Guinea och som biträdande jägmästare på ön Bangka utanför Sumatra. Under den senare delen av 1930-talet arbetade han som skogschef åt ett privat avverkningföretag på Borneo. Eric Lundqvist fattade tycke för landet och befolkningen, och började skriva ner sina intryck och upplevelser. Erics upplevelser från den här tiden skildras bland annat i böckerna "Kamrat med kannibaler" och "Djungeltagen"

### Andra världskriget och Indonesiens frihetskrig
Under sin tid som skogschef på Borneo träffade Lundqvist sin indonesiska hustru Sari. 1940 bosatte sig Eric och Sari i hennes hemby på Java där de köpt hus och mark. Strax därefter utbröt dock andra världskriget och Japan ockuperade Nederländska Ostindien. Lundqvist tillfångatogs av japanerna och sattes i fångläger, men lyckades rymma. Under resten av kriget höll han sig gömd i Saris by på Java. Efter kriget startade indonesernas befrielsekrig mot holländarna och Lundqvist tvingades fly till Sverige, lämnandes sin hustru kvar på Java. I slutet av 1940-talet hade läget på Java stabiliserats och Lundqvist kunde återvända och förenas med Sari igen.

### Åter i Indonesien
1949 fick Lundqvist anställning som skogschef på Nya Guinea, men efter några år reste han med hustrun till Sverige, där han verkade som författare och föreläsare under en tid. Under slutet av 1950-talet tjänstgjorde Eric Lundqvist som professor i skogsvetenskap vid ett universitet i Indonesiens huvudstad  Djakarta. 1960 tvingades han och hans hustru Sari att lämna landet på grund av det politiska läget. De bosatte sig i Motala och han ägnade sig åt sitt författarskap och föreläsningar.

### Senare år
Under 1961 tjänstgjorde Lundqvist temporärt i Indien åt FAO som skogsexpert. Han skrev därefter bland annat boken Moder India. De flyttade sedan till Sommens strand där de byggde ett hus vid Sjövik. Eric Lundqvist avled 1978 efter att ha drabbats av Parkinsons sjukdom. Sari Lundqvist levde till 1994. Båda ligger begravda i Norra Vi, Östergötland.

## Författarskap
Eric Lundqvists författarskap omfattar 17 böcker, som kännetecknas av en genuin känsla för landet och människorna samt frihet från rasfördomar. De flesta av hans böcker är självupplevda som till exempel Kamrat med kannibaler och Djungeltagen. Han har även skrivit böcker om sina indonesiska vänner, till exempel Sari och Barah, son av Bogis, samt två romaner: Ingen tobak inget halleluja och Glädjens blomster.